# Rodewisch
Rodewisch  est une ville de Saxe (Allemagne), située dans l'arrondissement du Vogtland, dans le district de Chemnitz.

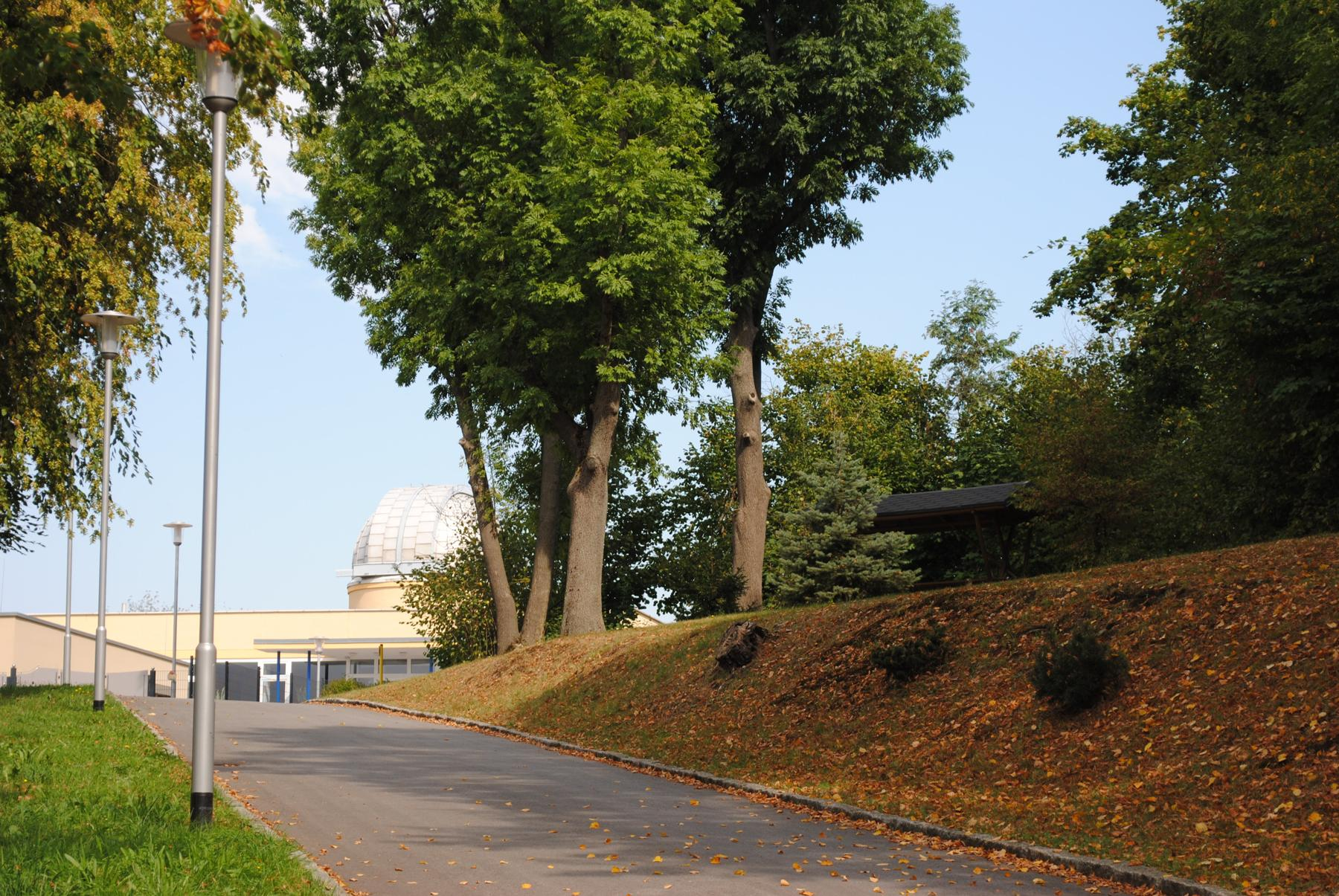
Observatoire sur la Rützengrüner Höhe

L'observatoire de Rodewisch est ouvert en 1965 en tant que successeur d'un observatoire au lycée local. En 1985 un planétarium est ajouté.

## Personnalités
Heike Singer (1964-), kayakiste, championne olympique en 1988.